# ドレッシング買い
ドレッシング買い（ドレッシングがい）とは、機関投資家やファンドの運用機関などが、恣意的に決算期末において株式の評価額を上げたり、自己の保有する資産の評価額を吊り上げる事を目的として、買い注文を入れる行為のことである。お化粧買いということもある。

## 概要
有価証券の評価額は、通常、決算期末の時価で行われることから、その評価額を少しでも高く見せるために、機関投資家やファンドの運用機関が行う。一般的には、年度末、年末や月末などに行われる事が多いものの、仮にドレッシング買いが行われたとしても、そのときに起こった株価の変動が通常の買い注文なのか否かを見極めるのは困難なものである。そのため、現実には、月末などに株価が上昇しているものの、その上昇の理由がわからない場合、過去の相場の世界の通念から、「ドレッシング買いが行われたのではないか」と見られることが多い。
指数から判断できる情報としては、ドレッシング買いは主として東証一部に上場している銘柄よりも、東証二部や東証REIT市場などの中間市場と呼ばれる市場や、東証JASDAQ市場や東証マザーズ市場などの新興市場に上場している銘柄で行われていることのほうが多いのではないかと、日本証券新聞では指摘している。その理由として、新興市場に上場している銘柄は、本則市場に上場している銘柄に比べ、流動性が低いため、より少額で株価を釣り上げやすいということが考えられる。実際、日本証券新聞が2004年3月から2014年2月までの10年間の株価を調査したところ、中間市場については、月末と四半期末のいずれにおいても同程度のドレッシング買いが発生していて、東証2部については0.3%程、東証REIT指数については0.5%程、毎日の平均よりも月末及び四半期末の株価市指数は高くなっているという傾向が確認された。さらに、新興市場においては、月末にドレッシング買いが発生しており、四半期末にはそれよりもさらに強いドレッシング買いが発生している。特にマザーズ市場については、四半期末の株価が毎日の平均と比べ、1%程度高い水準にあり、日本証券新聞が「かなり飛び抜けたいい数値である。」と評するほどとなっている。
ドレッシング買いの「ドレッシング」とは、サラダにかけるドレッシングではなく、「着飾る」を意味する英語の動詞であるドレス（英: Dress）の現在進行形がもととなっている。しかし、かつては、誤ってサラダにかけるドレッシングが語源であると考えた者も多くいたため、「味付け買い」とも呼ばれていたことがある。

## 脚註

### 註釈
1. ↑  このような行為が行われる理由として、機関投資家は自分たちの運用成績をもとに報酬が決定されることから、自分たちの運用成績をよく見せるために株価を吊り上げねばならなくなる[1][3][4][5][7]。そのために、決算期末になると保有銘柄に買いを入れ、評価額をあげようとするという背景がある[3]。
2. ↑  仮にドレッシング買いが行われ、株価が上昇していたとしても、その買付けは投資判断に基づいたものではないため、決算期末が過ぎると株価は元の水準に戻ってしまうことが多い[3]。